# Élizabeth Blanc
Pour les articles homonymes, voir Blanc (homonymie).
Élizabeth Monique Blanc-Cassagne née Cassagne est une physicienne française spécialiste de la physique de l'atmosphère.

## Biographie
Élizabeth Blanc obtient un DEA d'astrophysique en 1974 puis soutient une thèse à l'université Toulouse-III-Paul-Sabatier en 1977.
Entrée au CEA/DAM au laboratoire de détection et de géophysique du DASE (département analyse, surveillance, environnement) elle travaille sur la propagation des infrasons à l'échelle planétaire, les ondes de gravité, les orages et les phénomènes lumineux transitoires, ainsi que sur les mesures radar de l'atmosphère. Son travail l'amène dans nombre de pays. Elle est coordinatrice scientifique des expériences radar atmosphérique aux États-Unis en collaboration avec laboratoire national de Los Alamos (1985-1991) et en Côte d'Ivoire (1992-1995).
Elle est impliquée dans la mise en place du réseau du système de surveillance international du TICE et participe à la conférence de Genève sur le désarmement de 1990 à 1995.
Ses travaux lui permettront d'obtenir un doctorat d'état de l'université Pierre et Marie Curie en 1989.
Par la suite elle représente le CEA auprès de l'ESA et du CNES pour le projet TARANIS (1998-2004), puis pour le projet de microsatellite TARANIS (2004-2020), destinés à l'étude des phénomènes lumineux transitoires en haute atmosphère.
Durant cette période elle s'occupe également du projet LSO (Lightning and Sprite Observations) de mesures embarquées sur l'ISS (1999-2004). Elle est membre du projet ASIM (Atmosphere-Space Interactions Monitor) de l'ESA également embarqué sur l'ISS (2003-2018).
DE 2010 à 2022 elle est coordinatrice du projet ARISE (Atmospheric Dynamics Research Infrastructure in Europe) pour l'étude de l'atmosphère dans le cadre du programme FP7 de la Commission européenne (2010-2022).
Après sa retraite au CEA en 2019 elle devient conseillère scientifique de cet organisme, puis, en 2022, chercheuse associée à l'université de Versailles – Saint-Quentin-en-Yvelines où elle est élue au conseil académique et à la commission recherche.
En 2023 elle lance avec l'association Mare Nostrum le projet d'établissement d'une station de mesures dans l'ancien fort Batterie 500 à Port-Vendres.

## Publications
Élizabeth Blanc est l'auteur de nombreuses publications et a édité deux ouvrages :
- (en) Alexis Le Pichon, Elisabeth Blanc et Alain Hauchecorne, Eds., Infrasound Monitoring for Atmospheric Studies, Springer, 2010 (ISBN 9781402095078)
- (en) Alexis Le Pichon, Elisabeth Blanc et Alain Hauchecorne, Eds., Infrasound Monitoring for Atmospheric Studies: Challenges in Middle Atmosphere Dynamics and Societal Benefits, Springer, 2018 (ISBN 9783319751382)

## Distinctions
- Prix CEA en 1998.
- Chevalier dans l’Ordre des Palmes Académiques en 2000.
- Prix Science et Défense en 2003 pour le projet de surveillance du TICE[6].
- Étoile de l'Europe en 2019 pour le projet ARISE[7].
- Chevalier dans l'ordre de la Légion d'Honneur en 2020[8].
- Prix Lamb de l'Académie des sciences en 2022[9].